# Пенроуз, Джонатан
Джонатан Пенроуз (англ. Jonathan Penrose; 7 октября 1933, Колчестер — 30 ноября 2021) — английский шахматист, почётный гроссмейстер (1993) и гроссмейстер ИКЧФ (1983). Брат Роджера Пенроуза.

## Шахматная карьера
В шахматы играл с 4 лет. В 14 лет выиграл первенство Англии среди мальчиков. Участник чемпионата мира среди юношей (1953) — 5—8-е места. Победитель 10 чемпионатов страны (1958—1963, 1966—1969). В составе команды Англии выступал на 9 олимпиадах (1952—1974).
В 1960 году(8 ноября) на 14-й шахматной Олимпиаде в Лейпциге победил чемпиона мира Михаила Таля. Эта победа ввела его в члены символического клуба Михаила Чигорина. Также он стал первым британским шахматистом, одержавшим победу над действующим чемпионом мира с 1899 года, когда Блэкберн, Джозеф Генри победил Эмануила Ласкера.
Лучшие результаты в других международных соревнованиях: Гастингс (1952/1953; побочный турнир) — 1—4-е; Гастингс (1961/1962) — 4—5-е; Энсхеде (1963; зональный турнир ФИДЕ) — 4-е места.
В конце 1970-х годов прекратил выступления в очных соревнованиях и увлёкся игрой по переписке. Участник 8-й (1977—1982) и 9-й (1983—1987) заочных олимпиад в составе команды Великобритании; на 9-й олимпиаде завоевал золотую медаль на 1-й доске.

## Изменения рейтинга
| Графики недоступны из-за технических проблем. См. информацию на Фабрикаторе и на mediawiki.org. |

## Личная жизнь
Родился в семье учёных: ими были его отец (профессор генетики), дед, братья и сестра. Молодой Джонатан пошёл по стопам своего деда и стал психологом (PhD). В 1962-78 годах Пенроуз состоял в браке с Маргарет Вуд, у него остались две дочери, Кэти и Хариэтт.
В 1971 году был удостоен звания Офицера Ордена Британской империи.
Умер на 89-м году жизни 30 ноября 2021 года.